# Fort Henry (handelsfaktori)
Fort Henry var namnet på två handelsstationer grundade av och uppkallade efter Andrew Henry för Missouri Fur Company. 

## Det första fortet
Den första stationen anlades vid Three Forks i nuvarande Montana 1810 men övergavs efter några månader på grund av fientligheter från svartfotsindianerna.

## Det andra fortet
Den andra stationen anlades samma år i nuvarande Idaho, men övergavs på våren 1811. Fortet var beläget nära nuvarande Saint Anthony, Idaho.